# Tropilio
En química orgánica, el ion tropilio o catión cicloheptatrienilo es una especie aromática con fórmula química [C7H7]+. Su nombre deriva de la molécula tropina a partir de la cual se sintetizó por primera vez el cicloheptatrieno (tropilideno) en 1881. Las sales de tropilio pueden ser estables, incluso con nucleófilos de fuerza moderada, por ejemplo, tetrafluoroborato de tropilio y bromuro de tropilio. Sus sales de bromuro y cloruro pueden obtenerse a partir de cicloheptatrieno y bromo o pentacloruro de fósforo, respectivamente.
Es un ion heptagonal regular, plano y cíclico. Además, tiene 6 electrones-π (4n+2, donde n=1), por lo que cumple con la regla de aromaticidad de Hückel. Se puede coordinar como ligando a los átomos metálicos. La estructura que se muestra es un compuesto de siete contribuyentes de resonancia en los que cada átomo de carbono lleva parte de la carga positiva.
El ion tropilio es un ácido en disolución acuosa (es decir, un ácido Arrhenius) como consecuencia de su acidez de Lewis: primero actúa como un ácido de Lewis para formar un aducto con agua, que luego puede donar un protón a otra molécula de agua: C7H7+ + 2H2O ⇌ C7H7OH + H3O+. (El ácido bórico proporciona disoluciones acuosas ácidas de la misma manera). La constante de equilibrio es 1,8 × 10−5, lo que lo hace tan ácida en agua como el ácido acético.

## Historia
En 1891, G. Merling obtuvo un compuesto que contiene bromo soluble en agua a partir de una reacción de cicloheptatrieno y bromo. A diferencia de la mayoría de los bromuros de hidrocarburo, este compuesto, más tarde denominado bromuro de tropilio, es un sólido soluble en agua e insoluble en hidrocarburos, cloroformo y éter. Se purifica por cristalización en etanol caliente. 
{\displaystyle \mathrm {C_{7}H_{8}+Br_{2}\longrightarrow \ C_{7}H_{7}Br+HBr} }
La reacción con nitrato de plata acuoso dio inmediatamente un precipitado de bromuro de plata. Doering y Knox dedujeron que la estructura del bromuro de tropilio era una sal, C7H7+Br–, en 1954 mediante el análisis de sus espectros infrarrojo y ultravioleta.
La cristalografía de rayos X confirmó las estructuras iónicas del perclorato de tropilio (C7H7+ClO4–) y el yoduro de tropilio (C7H7+I–) en estado sólido. Se encontró que la longitud de enlace de los enlaces carbono-carbono era más larga (147 pm) que la del benceno (140 pm) pero aún más corta que la de una especie típica de un solo enlace como el etano (154 pm).

## Acidez
El ion tropilio es un ácido en solución acuosa (es decir, un ácido de Arrhenius) debido a su acidez de Lewis: primero actúa como un ácido de Lewis para formar un aducto con agua, que luego puede ceder un protón a otra molécula de agua, actuando así indirectamente como un ácido de Arrhenius:
C
7H+
7 + 2 H
2O  C
7H
7OH + H
3O+

## Reactividad
El catión tropilio reacciona con nucleófilos para formar cicloheptatrienos sustituidos, por ejemplo:
C
7H+
7 + CN−
 → C
7H
7CN
La reducción con hidruro de litio y aluminio produce cicloheptatrieno.
La reacción con una sal de ciclopentadienuro de sodio o litio produce 7-ciclopentadienilciclohepta-1,3,5-trieno:
C
7H+
7X−
 + C
5H−
5Na+
 → C
7H
7C
5H
5 + NaX
C
7H+
7X−
 + C
5H−
5Li+
 → C
7H
7C
5H
5 + LiX
Cuando se trata con agentes oxidantes como el ácido crómico, el catión tropilio sufre una reorganización en benzaldehído:
C
7H+
7 + HCrO−
4 → C
6H
5CHO + CrO
2 + H
2O
Se conocen numerosos complejos metálicos del ion tropilio. Un ejemplo es [Mo(η7-C7H7)(CO)3]+, que se prepara mediante la abstracción de hidruros a partir de cicloheptatrienomolibdeno tricarbonilo.

## Espectrometría de masas
El tropilio se encuentra con frecuencia en la espectrometría de masas en forma de señal a m/z=91 y se utiliza en análisis de espectrometría de masas. Este fragmento se encuentra a menudo para compuestos aromáticos que contienen una unidad de bencilo (C6H6-CH2-R). Tras la ionización, el fragmento de bencilo forma un catión (C6H6-CH2+), que se reorganiza en el catión tropilio altamente estable [C7H7]+.